# Черкасова, Кристина Сергеевна
Кристина Сергеевна Черкасова (род. 20 июля 2000, Москва) — российская футболистка, нападающий московского «Спартака».

## Биография
Занималась футболом с семи лет в московских школах «Спартак-2» и «Чертаново», первый тренер — Мария Алипова. В составе молодёжной команды «Чертаново» принимала участие в матчах первого дивизиона России, в 2017 году забила 15 голов, стала бронзовым призёром турнира и признана лучшей нападающей соревнований.
Летом 2018 года перешла в московский «Локомотив». Дебютный матч в высшей лиге сыграла 4 августа 2018 года против клуба «Звезда-2005», заменив на 74-й минуте Яну Хотыреву. Всего в своём первом сезоне провела 4 матча в высшей лиге. Первый гол в чемпионате забила уже в следующем сезоне, 14 мая 2019 года в ворота ижевского «Торпедо». Серебряный призёр чемпионата России 2019 и 2020 годов, чемпионка России 2021 года. В 2022 году перешла в казанский «Рубин» на правах аренды, где провела два сезона. 
В декабре 2023 года перешла в московский «Спартак». Бронзовый призёр чемпионата России 2024.
Выступала за юношескую и молодёжную сборную России. Бронзовый призёр Универсиады 2019 года в составе студенческой сборной России, на турнире сыграла 5 матчей.